# Dictyocladium reticulatum
Dictyocladium reticulatum is een hydroïdpoliep uit de familie Sertulariidae. De poliep komt uit het geslacht Dictyocladium. Dictyocladium reticulatum werd in 1884 voor het eerst wetenschappelijk beschreven door Kirchenpauer. 